# Río Opón
Le río Opón est une rivière de Colombie et un affluent du Río Magdalena.

## Géographie
Le río Opón prend sa source sur le versant ouest de la cordillère Orientale, dans le département de Santander. Il coule ensuite vers le nord avant de se jeter dans la Ciénaga El Opón, tout près du río Magdalena, à la limite du département d'Antioquia.